# 甘肃省兰州市中级人民法院
甘肃省兰州市中级人民法院是中华人民共和国甘肃省兰州市的中级人民法院。

## 沿革
该院组建于1949年9月19日。辖城关、七里河、西固、安宁、红古5区，永登、皋兰、榆中3县和兰州新区9个基层人民法院，32个人民法庭。

## 机构设置
该院现有干警309人，其中员额法官123人。

### 行政综合部门
- 办公室
- 政治部
- 督察室
- 机关党委
- 宣传处
- 司法行政装备处
- 司法技术处

### 业务部门
- 立案庭
- 刑事审判第一庭
- 刑事审判第二庭
- 民事审判第一庭
- 民事审判第二庭
- 民事审判第三庭
- 行政审判庭
- 少年法庭
- 审判监督庭
- 知识产权法庭
- 执行局
- 研究室
- 审判管理办公室
- 司法警察支队
- 赔偿办
- 信访室

## 历任领导
| 院长 副院长 | 党组书记 |

## 知名案例
- 卢秉林反革命案 （页面存档备份，存于）
- 刘学保故意杀人案
- 马永华贩毒案 （页面存档备份，存于）
- 李捷黑社会性质团伙案 （页面存档备份，存于）
- 李元杰恶势力团伙案 （页面存档备份，存于）
- 马冰冰黑社会性质团伙案
- 沈长银、沈长平故意杀人案
- 赵本山肖像侵权案 （页面存档备份，存于）
- 毛小兵受贿、挪用公款案
- 杨肃原故意杀人案 （页面存档备份，存于）
- 车明受贿、行贿、挪用公款案 （页面存档备份，存于）

## 对应基层人民法院
- 甘肃省兰州市城关区人民法院
- 甘肃省兰州市七里河区人民法院
- 甘肃省兰州市安宁区人民法院
- 甘肃省兰州市西固区人民法院
- 甘肃省兰州市红古区人民法院
- 甘肃省永登县人民法院
- 甘肃省皋兰县人民法院
- 甘肃省榆中县人民法院
- 兰州新区人民法院